# 胡楚爾阿爾卑斯山脈

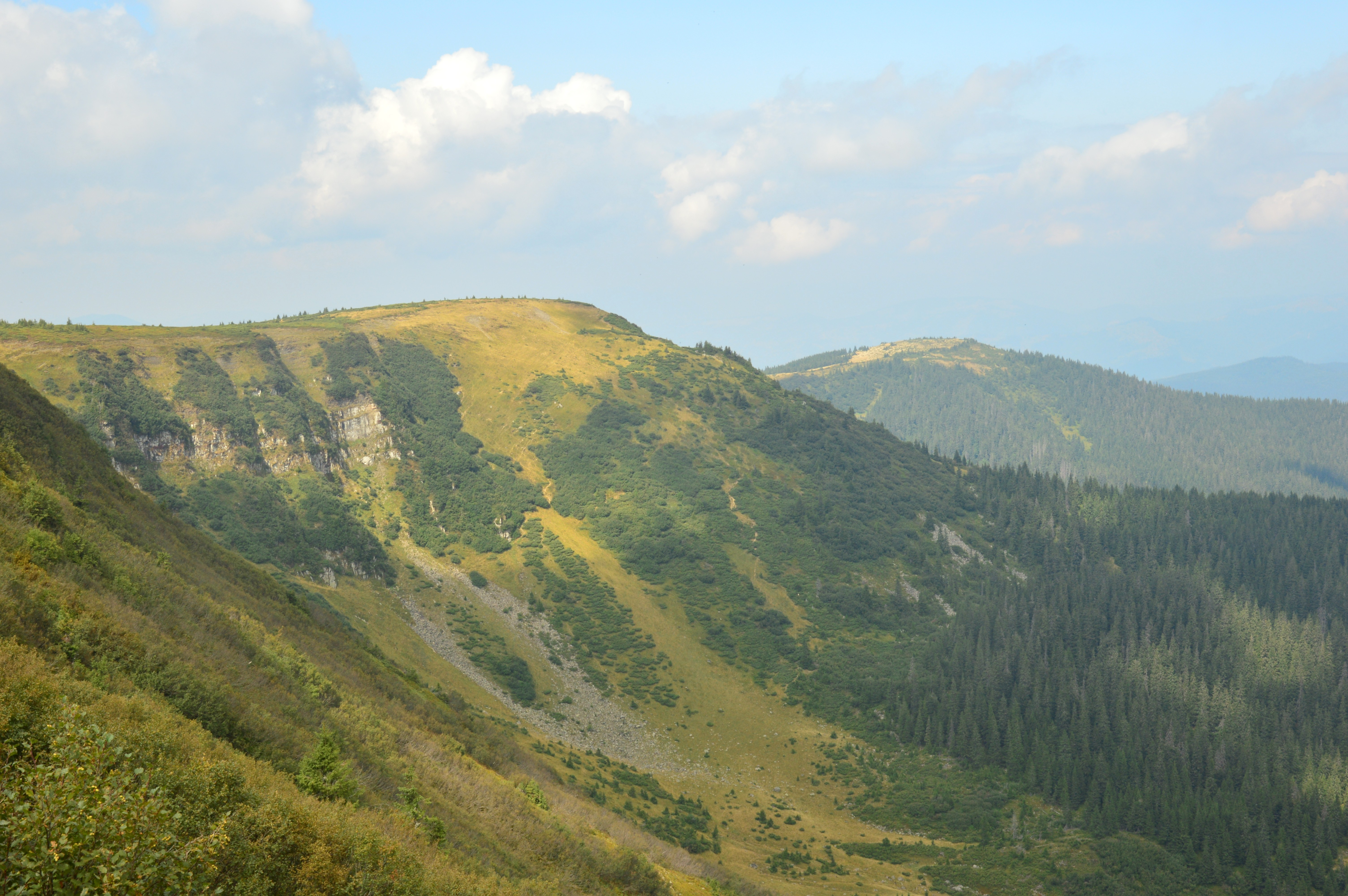

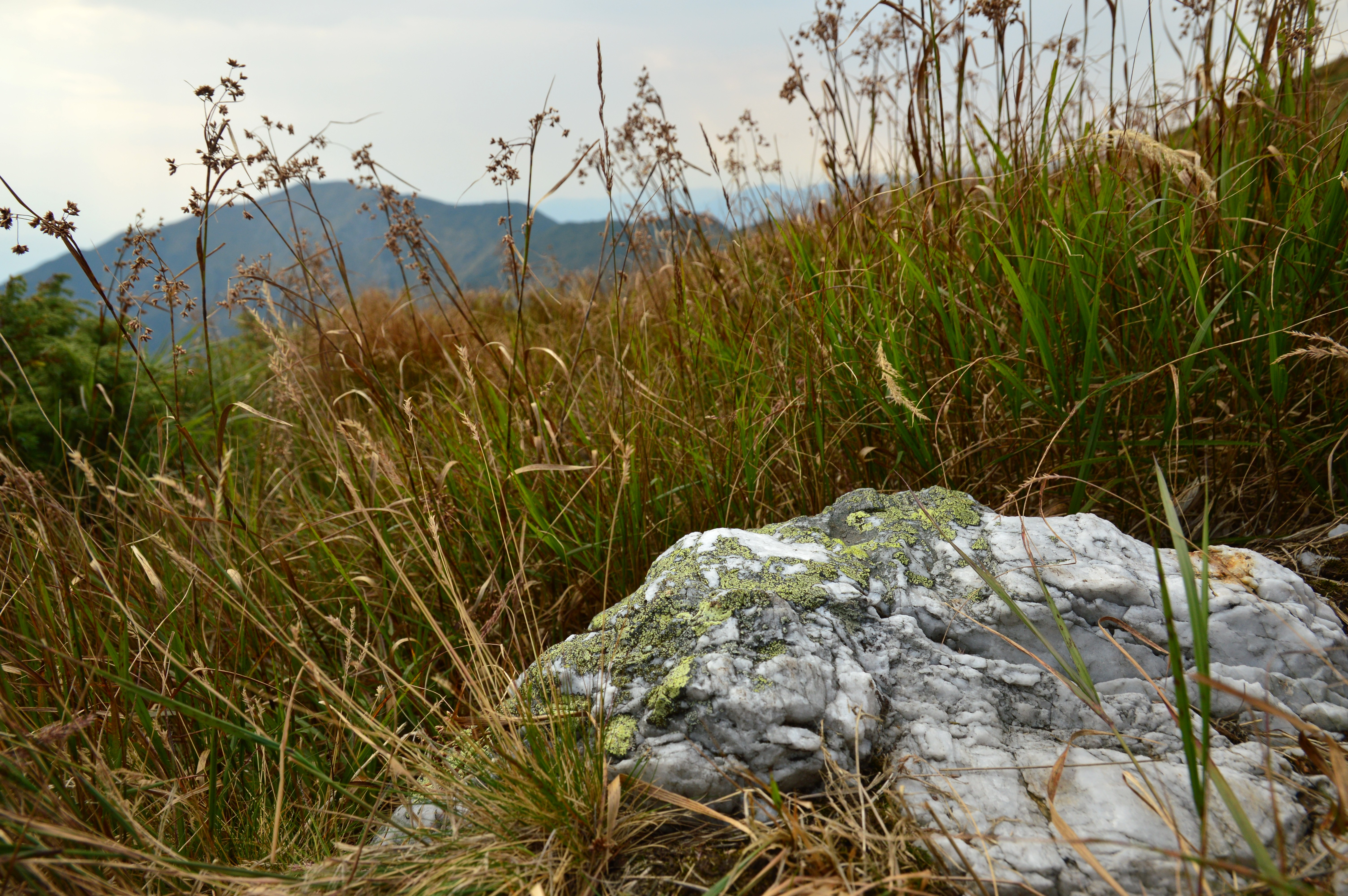

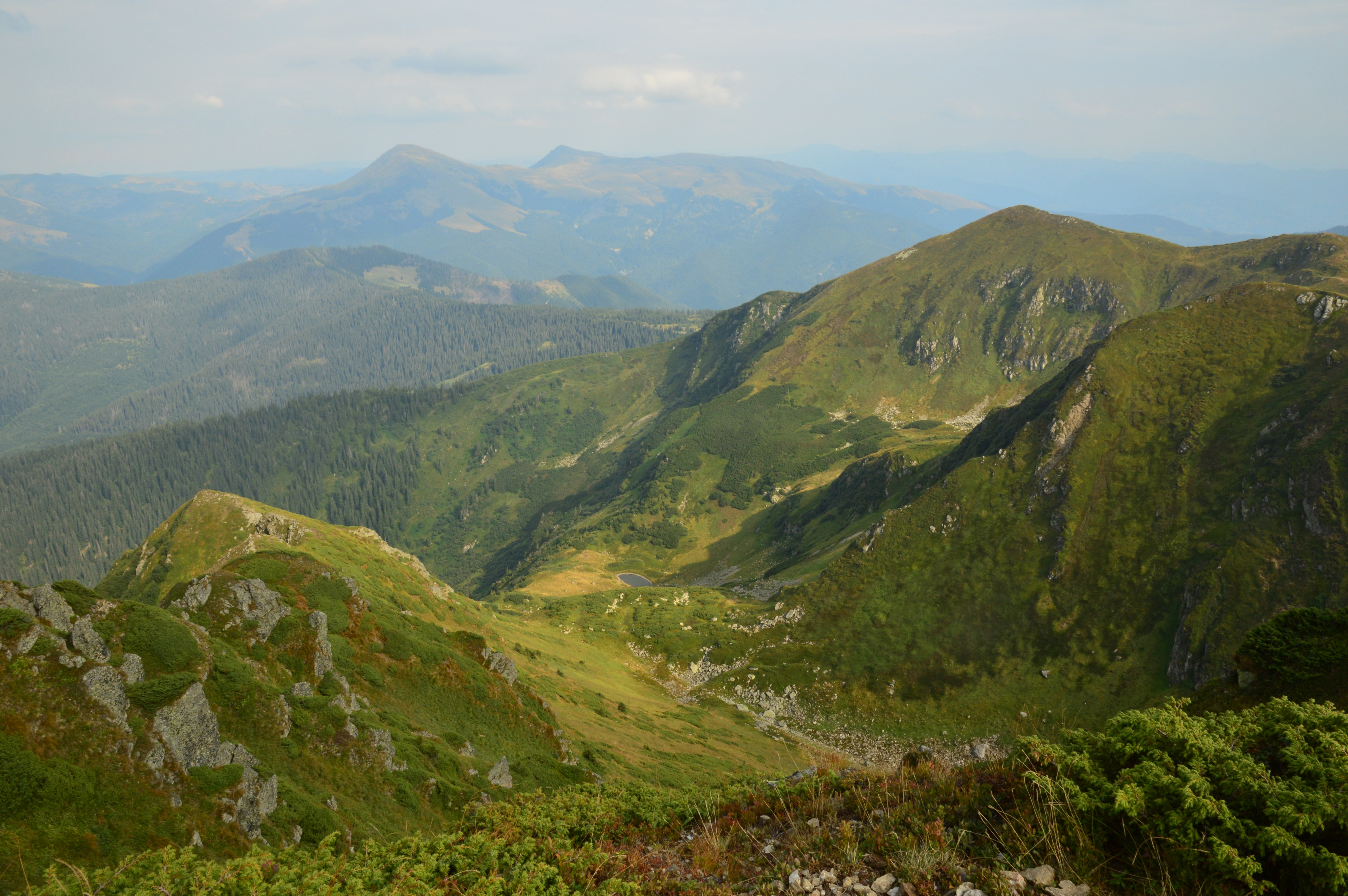

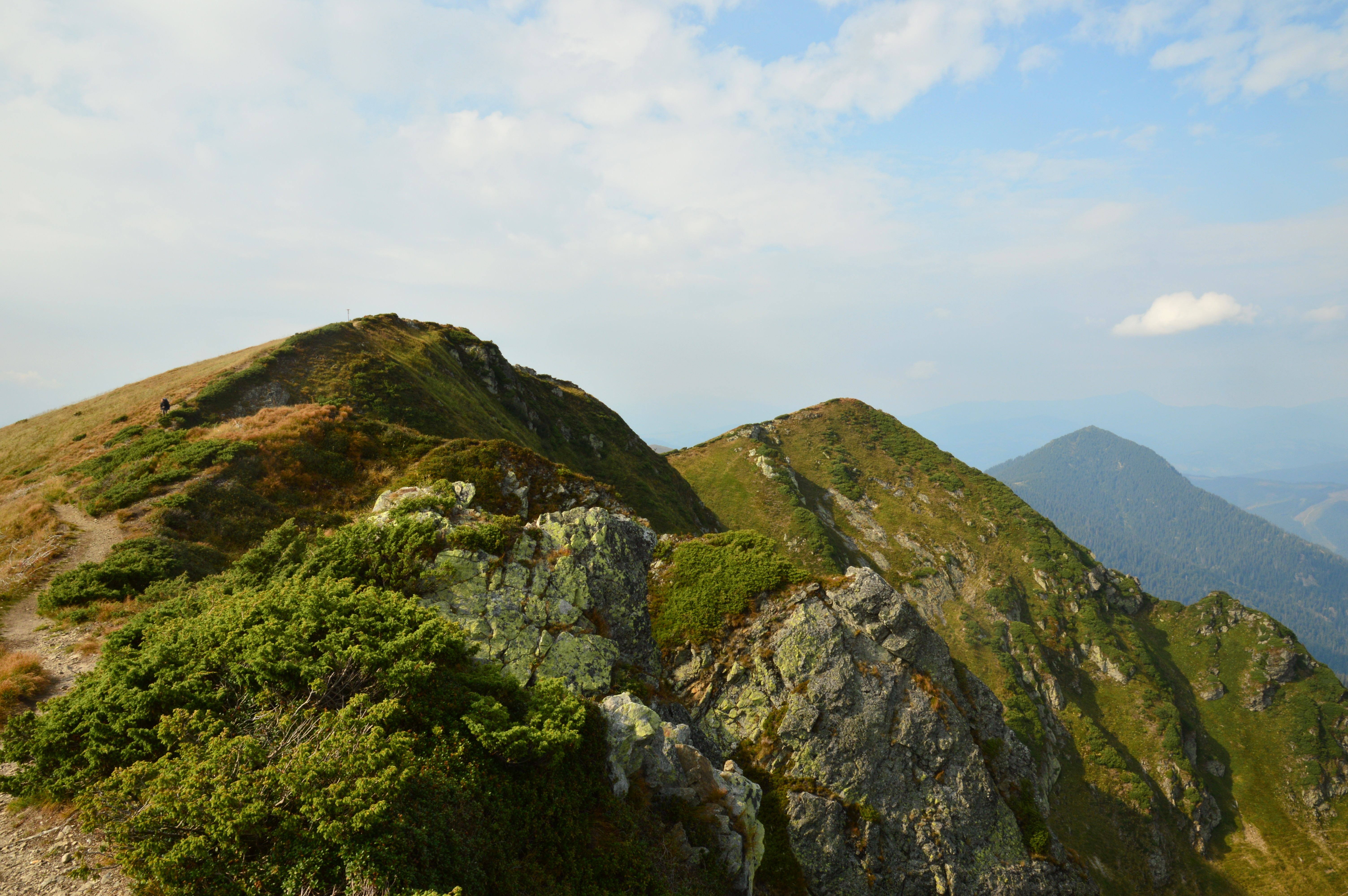

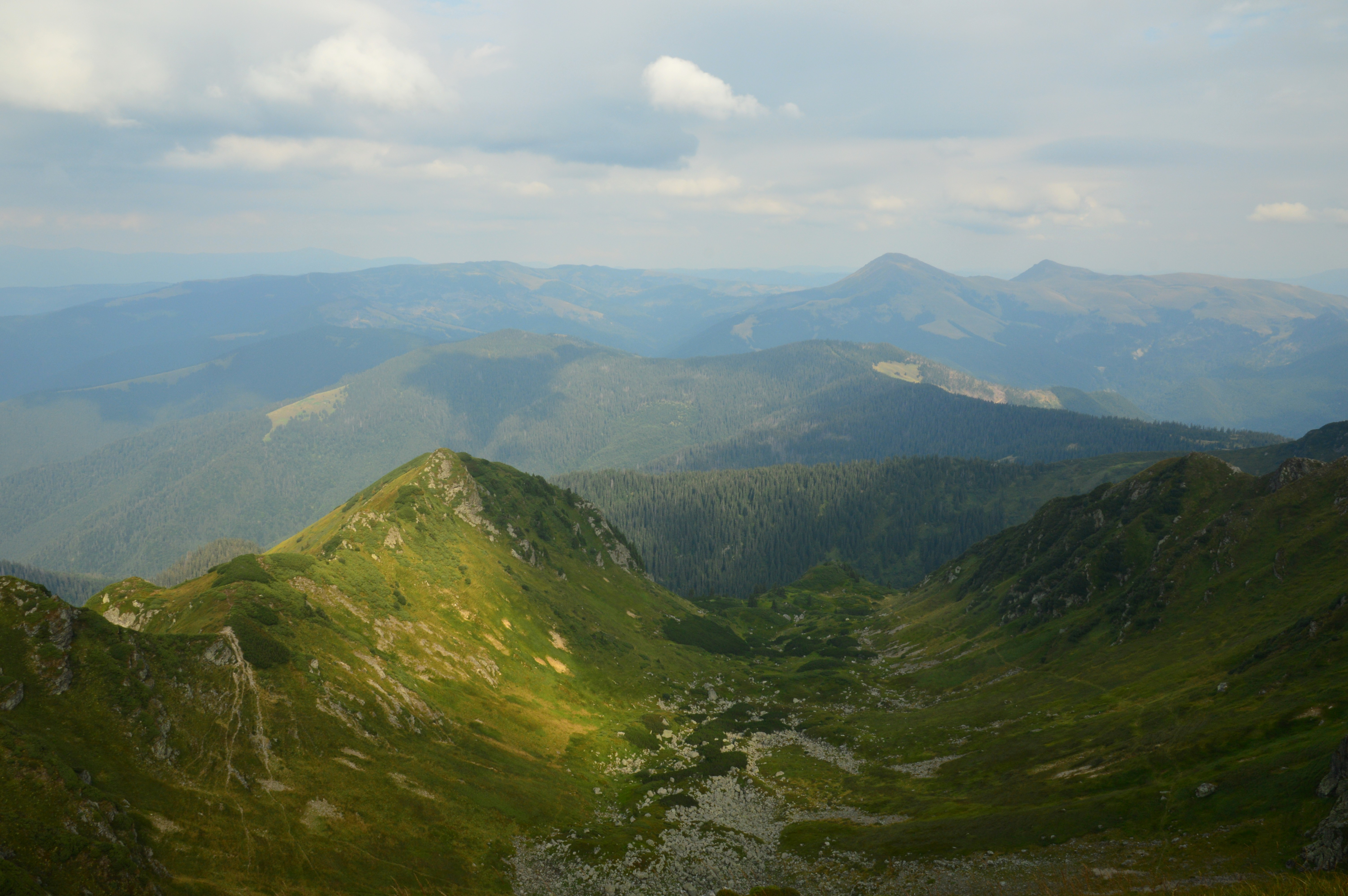

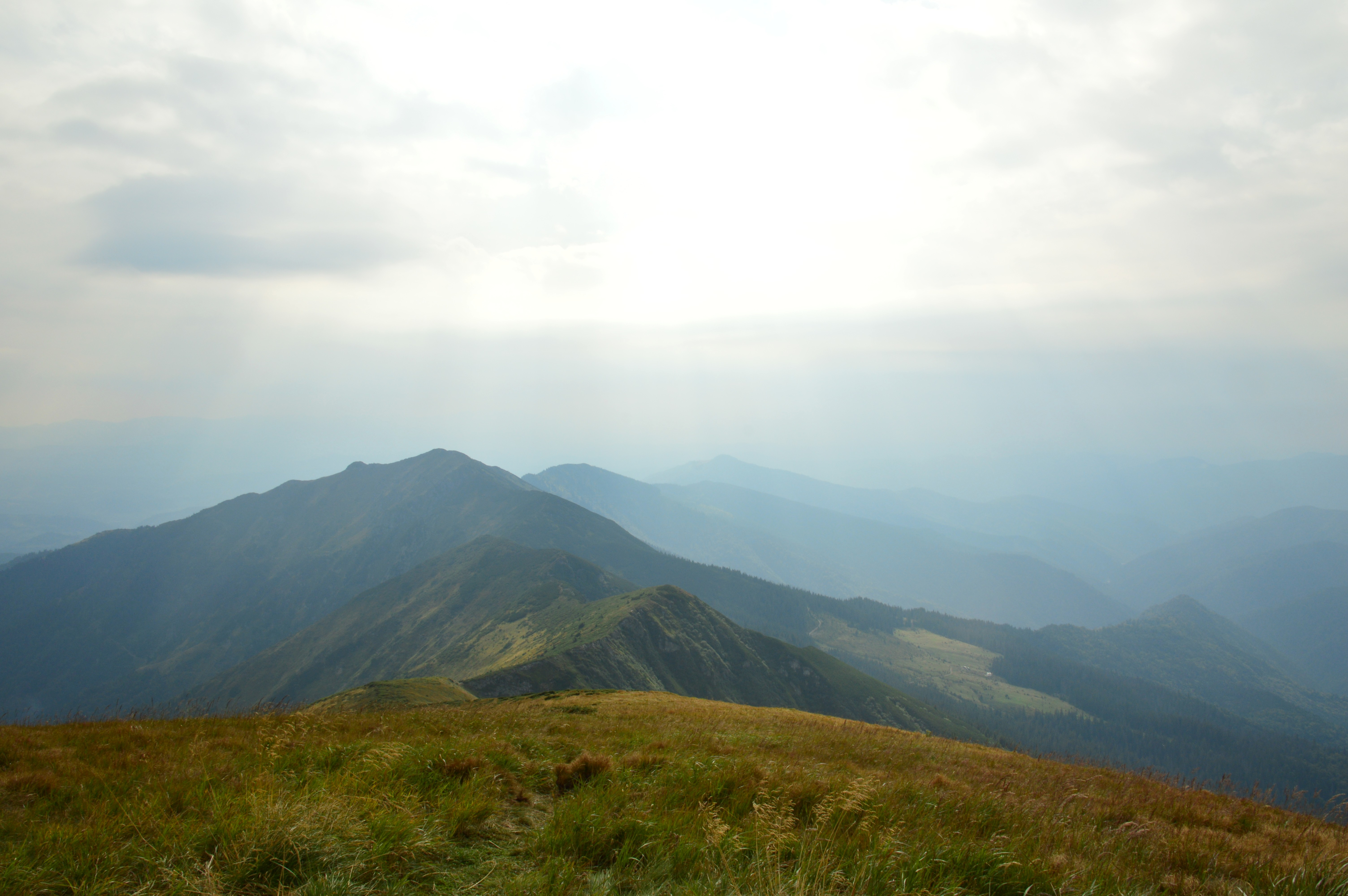

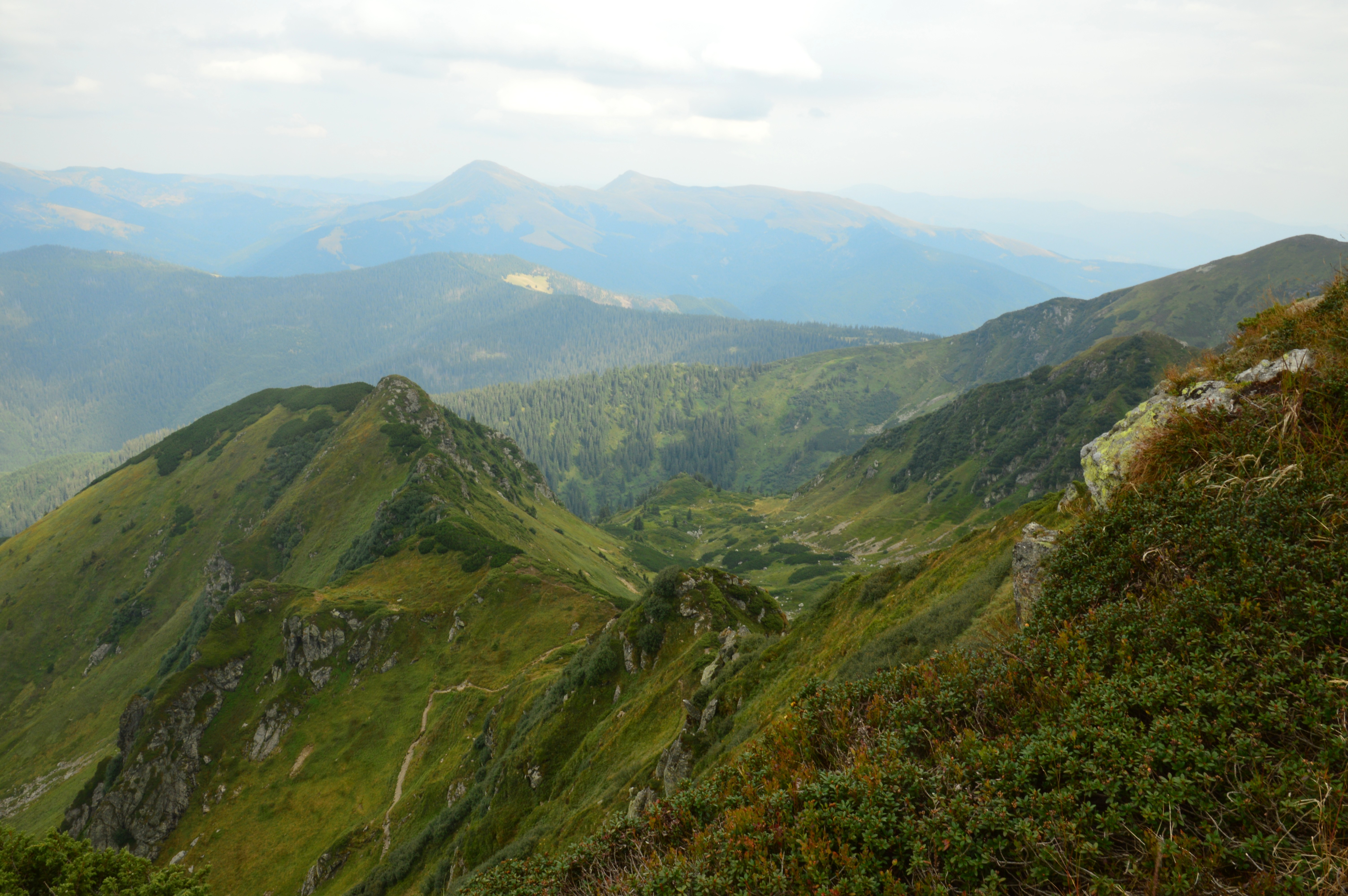

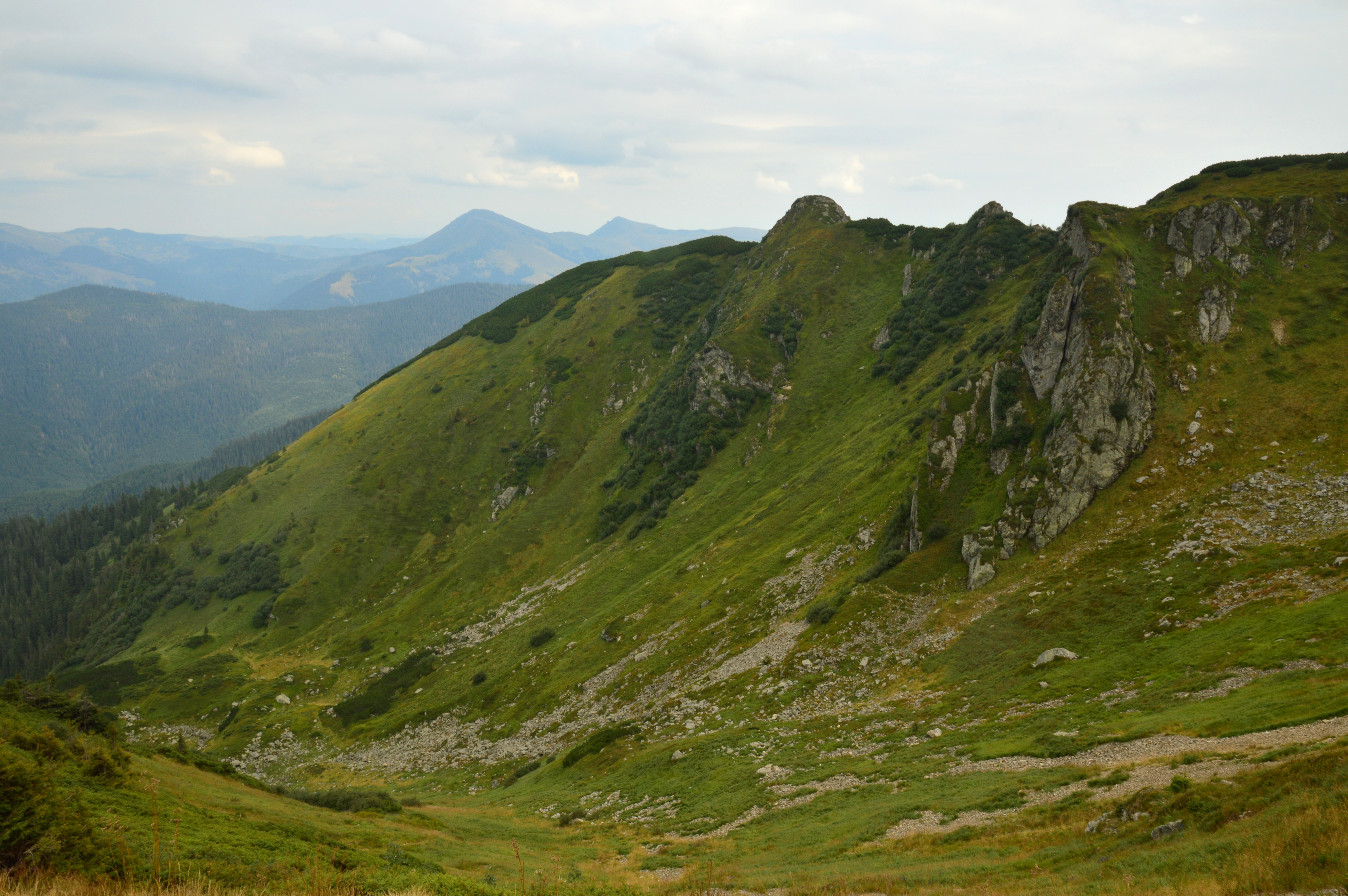

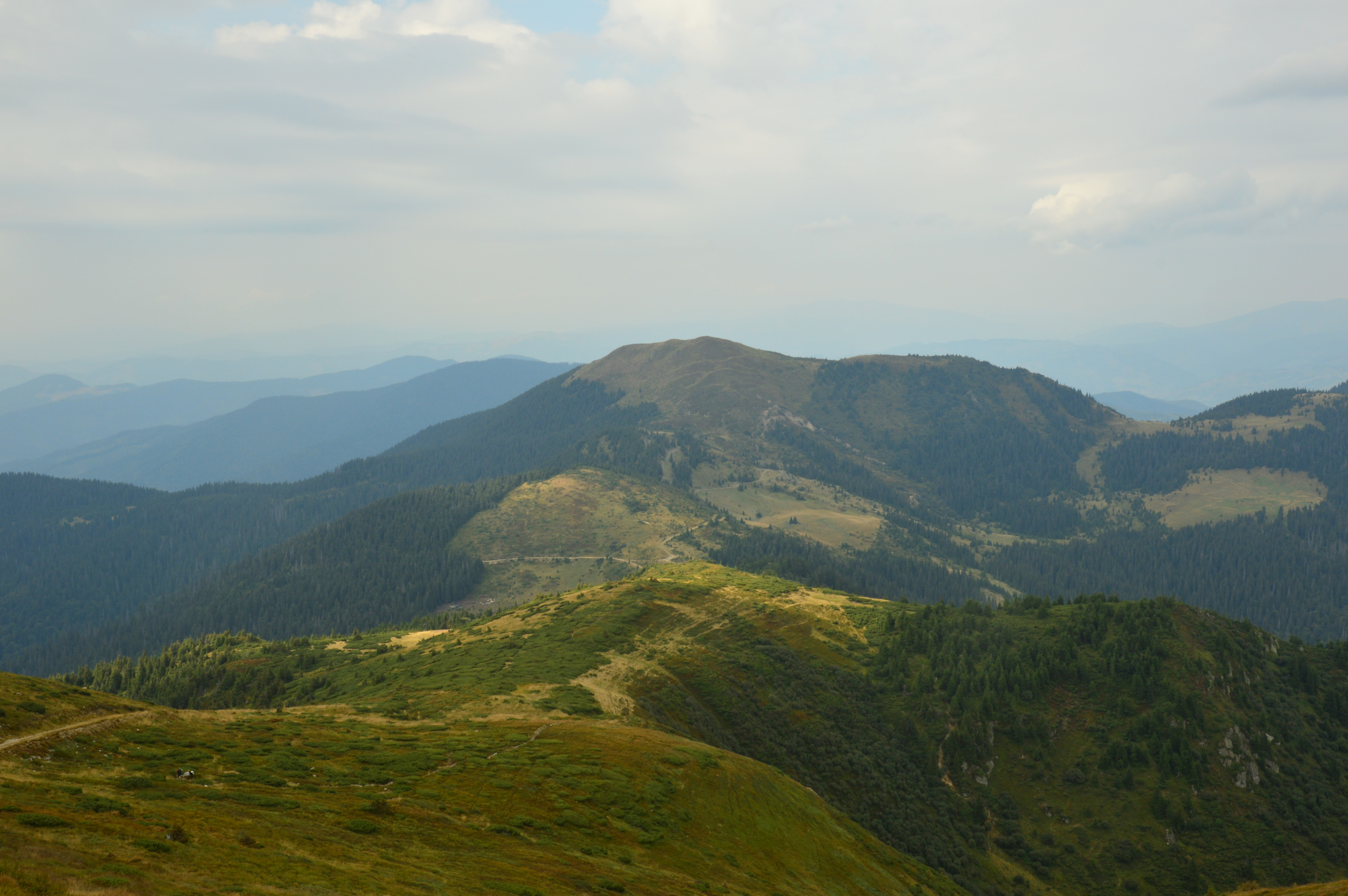

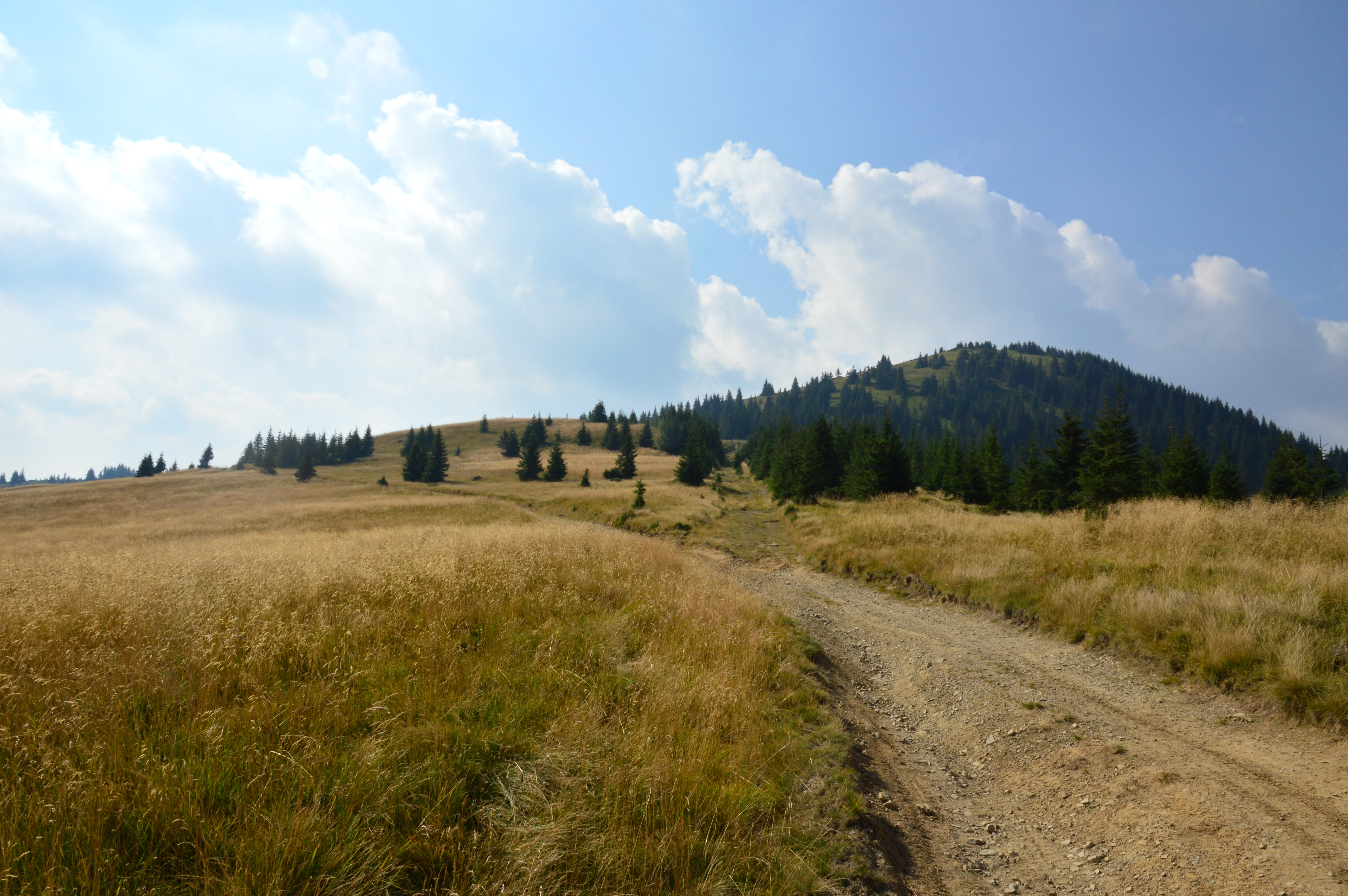

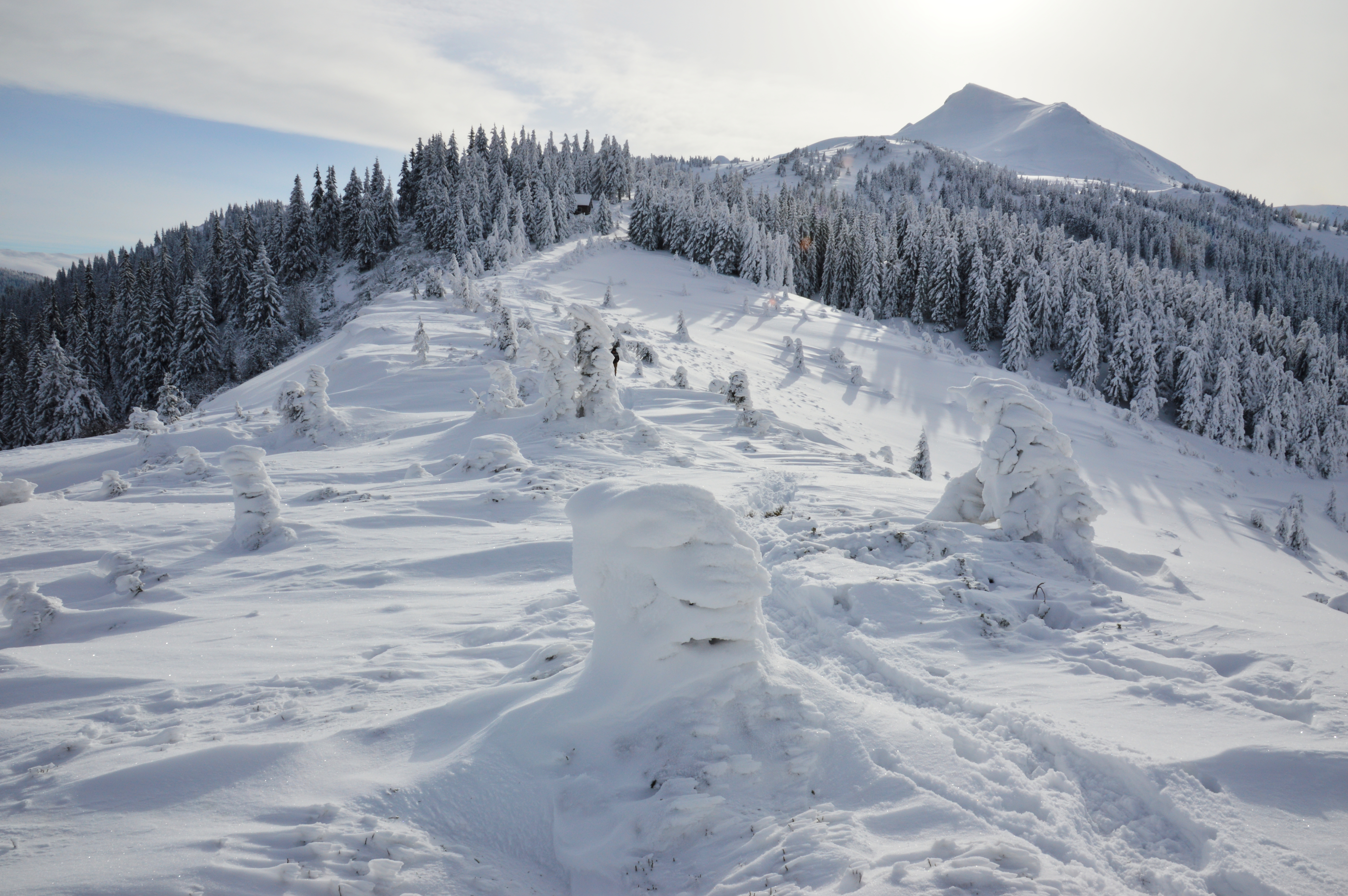

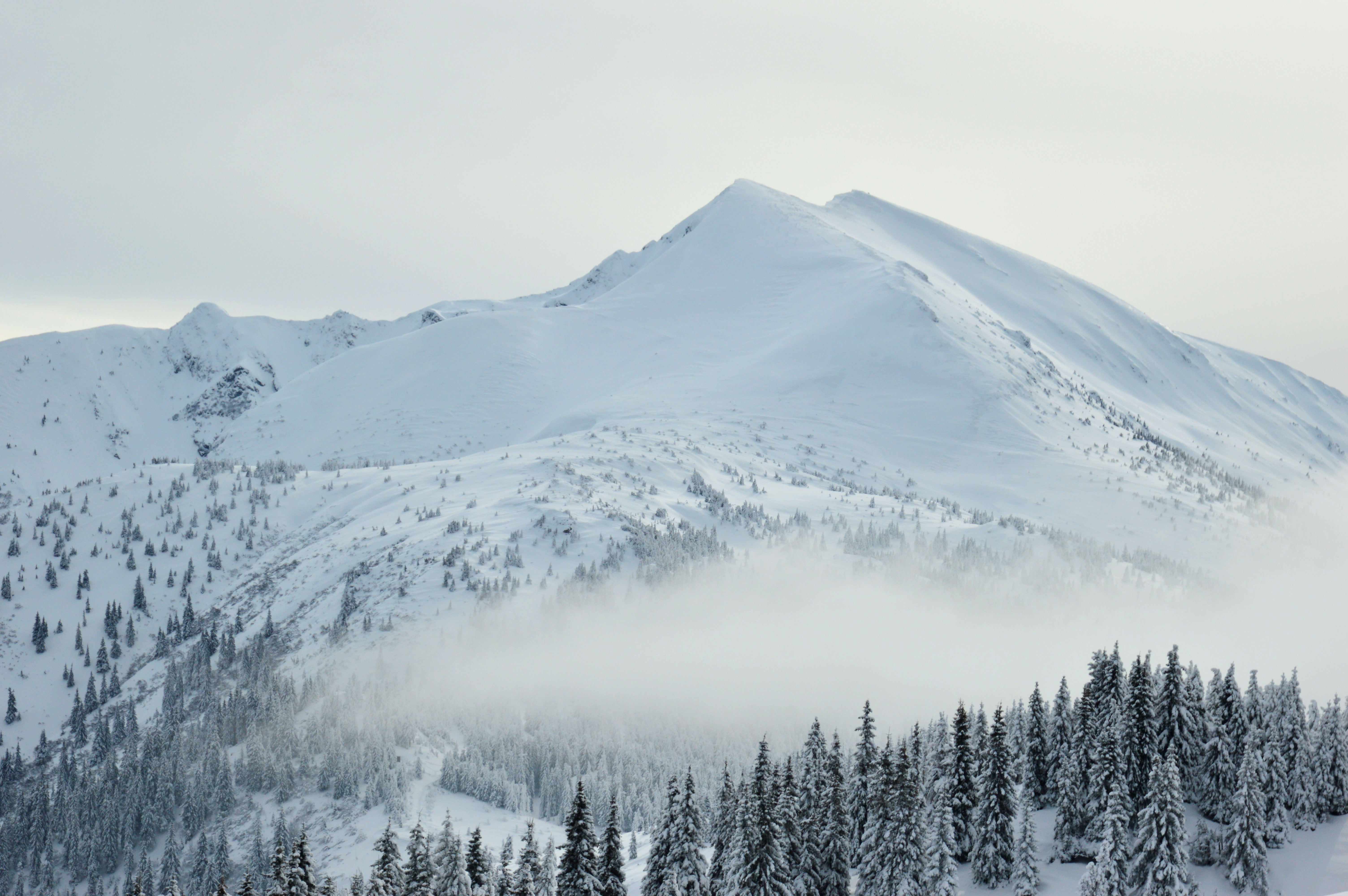

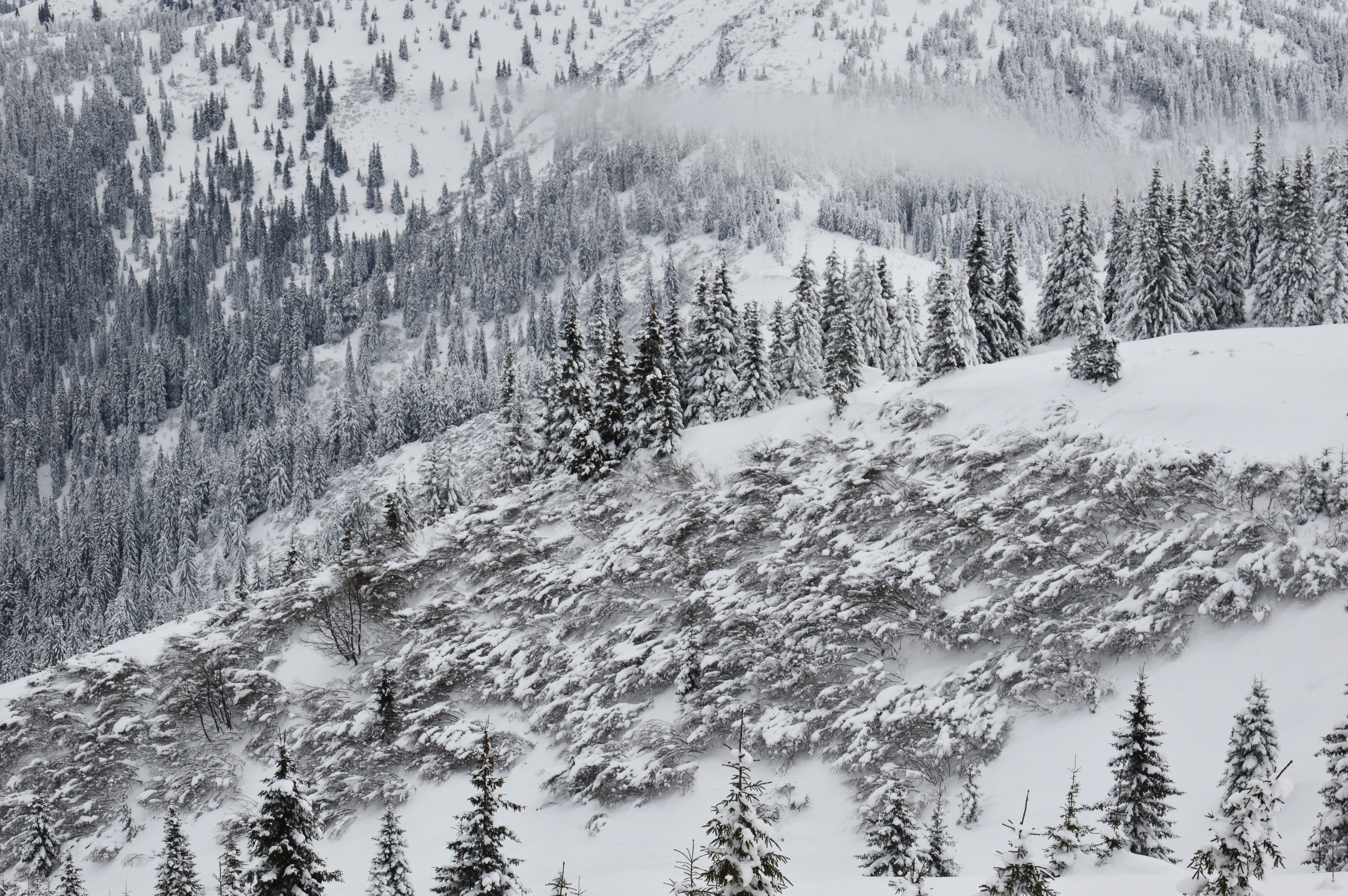

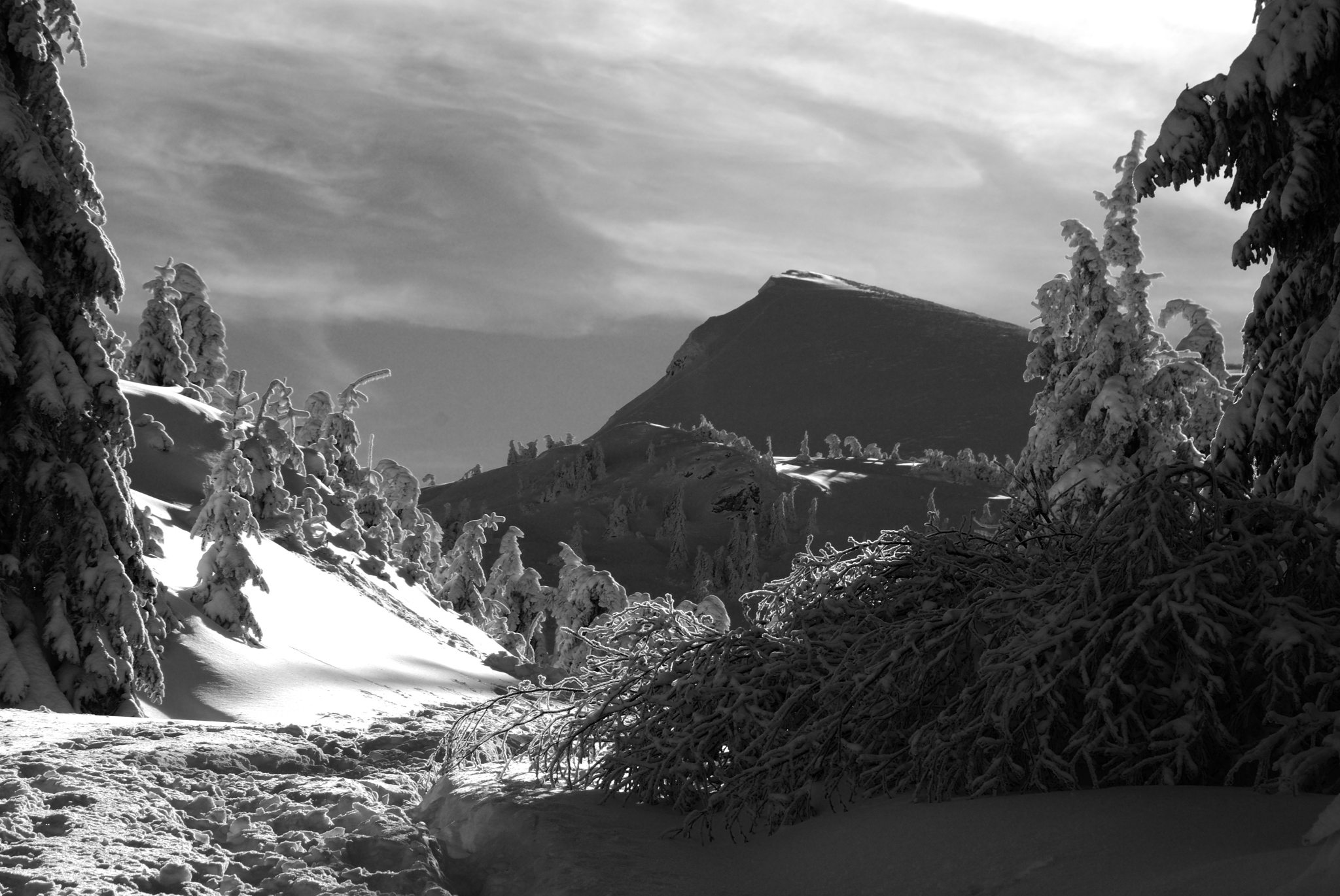

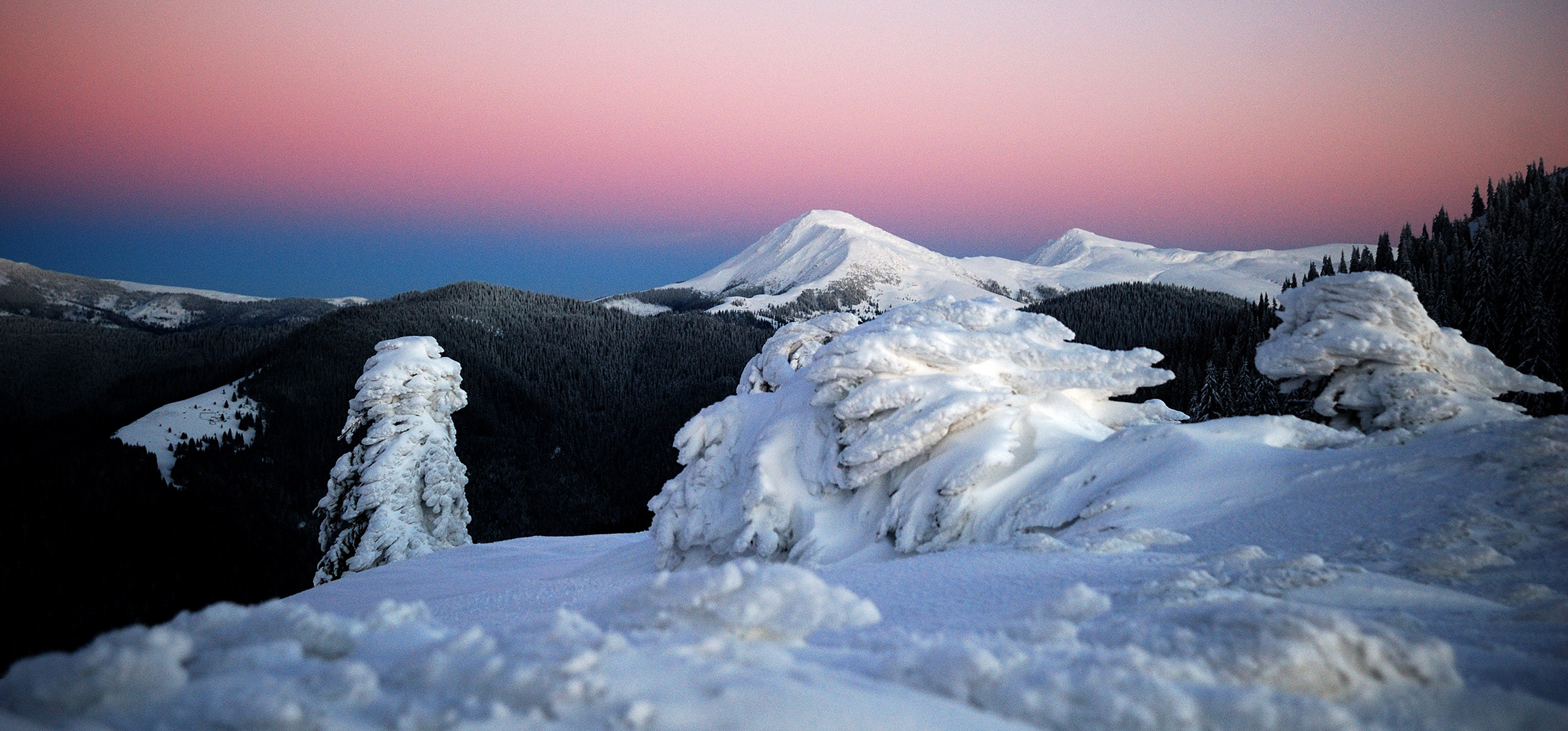

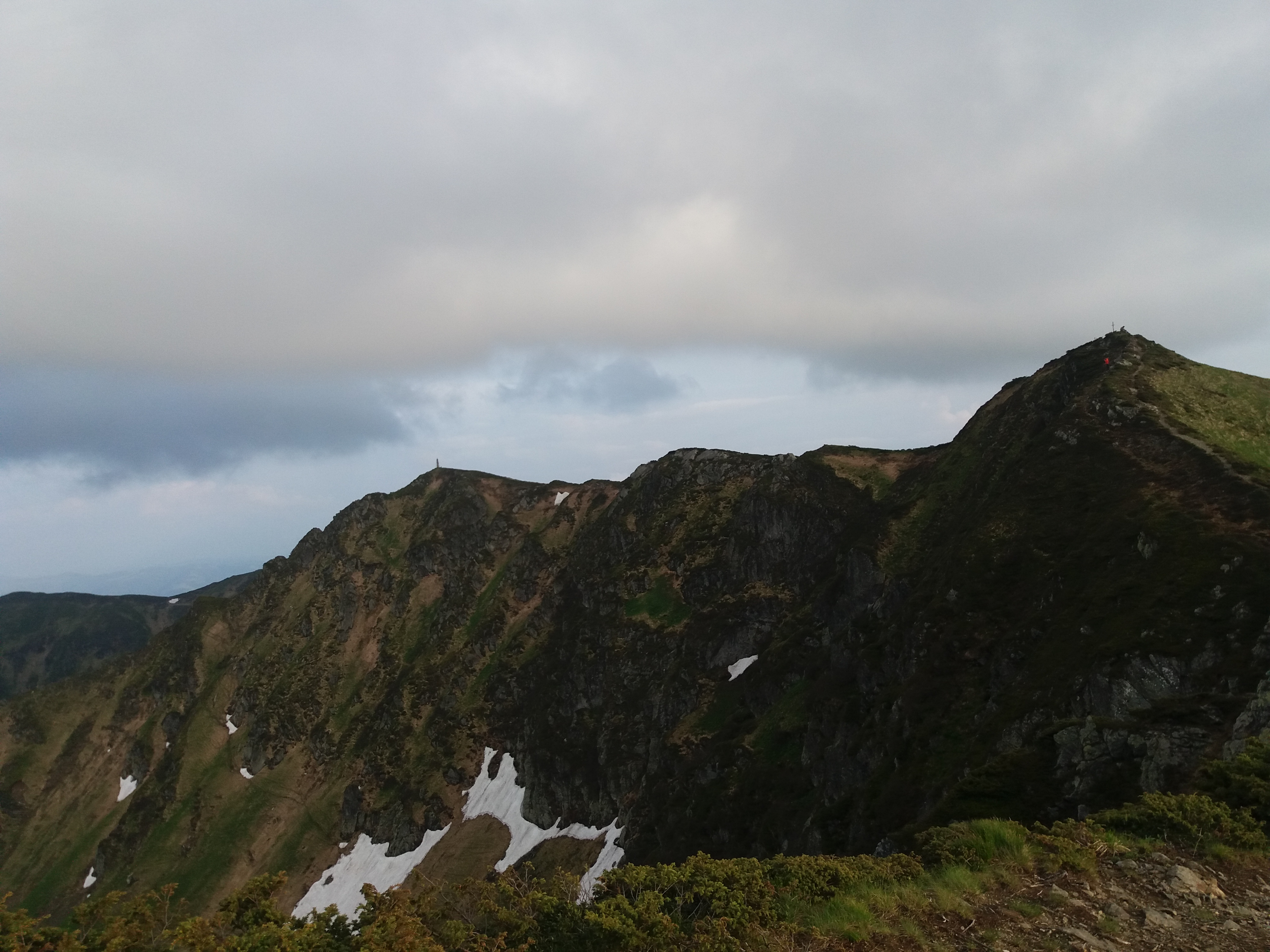

胡楚爾阿爾卑斯山脈是烏克蘭的山脈，屬於烏克蘭喀爾巴阡山脈中東喀爾巴阡山脈的一部分，最高點海拔高度1,936米，山體由片麻岩、片岩、石灰岩、火成岩組成。